# Cultura gautxa

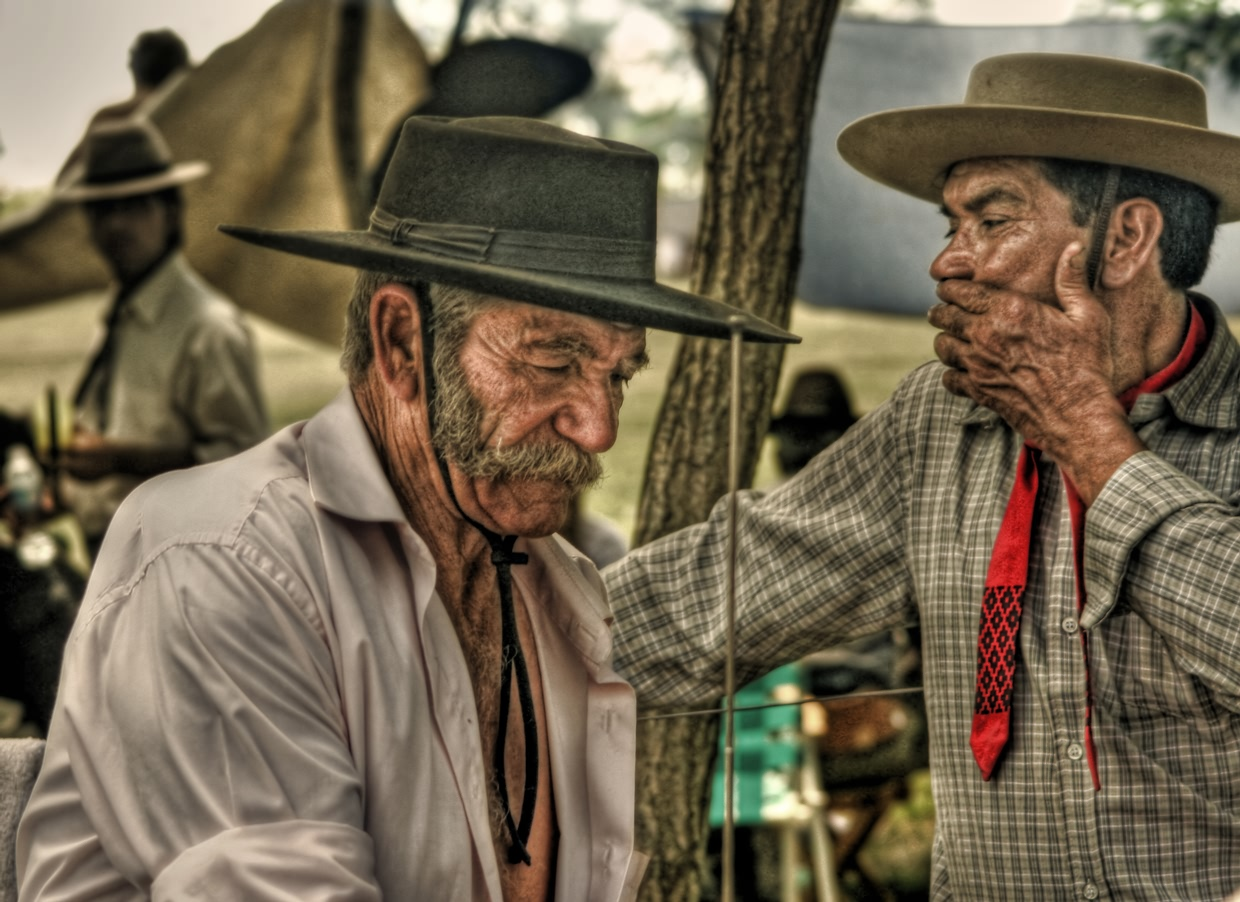
Els gautxos de José María Pérez Núñez.

La cultura gautxa és el conjunt de sabers, arts, eines, gastronomia, tradicions i costums que tenen com a referent al gautxo. Geogràficament, es troba estesa per una regió de Sud-amèrica que abasta gran part del territori de l'Argentina i Uruguai i l'estat de Rio Grande do Sul al sud de Brasil, on és denominada com a cultura gaúcha (fonet. ga'o.ʃa).
La cultura gautxa ha donat lloc a estils i formes d'expressió molt definides en la música, la literatura i el teatre. Alguns dels seus components principals estan relacionats amb la importància de la vida rural de plana, el cavall, la guitarra, el mate i la carn bovina, així com els valors de la solidaritat, la lleialtat, l'hospitalitat i la valentia.

## El gautxo i la regió gautxa
El gautxo és un tipus de camperol característic d'una regió de Sud-amèrica que abasta tot el territori de l'Argentina i Uruguai i el meridional estat de Rio Grande do Sul al sud de Brasil.

## Ressenya històrica
Aparegut al segle xvi, durant la colonització d'Espanya i Portugal d'aquestes regions, va adquirir identitat pròpia a partir del tipus especial de treball rural ramader que es va desenvolupar a causa de la multiplicació dels animals bovins en estat salvatge, fet que va permetre un ampli grau de llibertat per a aquests treballadors.

## Característiques
La cultura rural fautxa. El cavall. La carn bovina. El cuir. La guitarra. La solitud. L'habitatge (per exemple el ranxo). La família. L'estada. El treball. El facón.

## Vestimenta i afins (lespilchasi elsavíos)

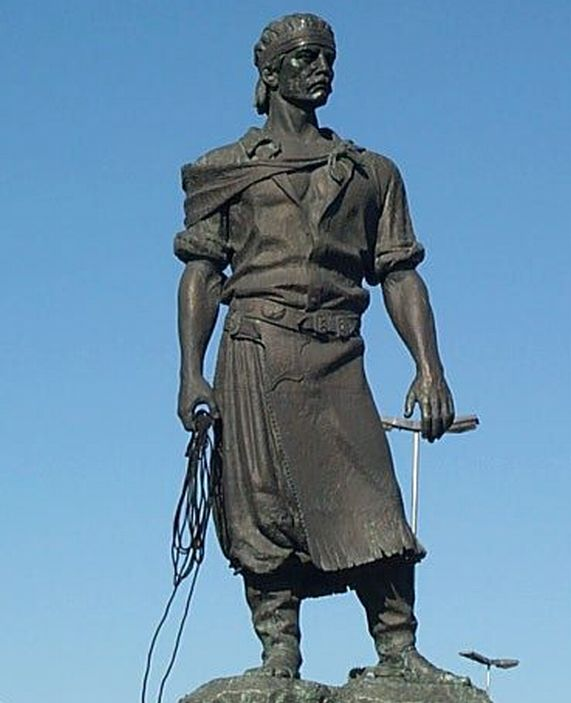
Estàtua del lazador, símbol oficial de la ciutat de Porto Alegre, Brasil, on s'aprecia un llaç. Obra d'Antônio Caringi per la qual Paixão Côrtes va servir de model el 1954.

Tota indumentària de gautxo usualment és anomenada pilcha (araula d'origen indígena, després ha passat a ser part del lunfardo): la vestimenta típica del gautxo té l'empremta de la dels genets andalusos a la qual suma un ponxo (gran capa talar o capot tipus manta amb un tall al centre per passar el cap), un facón (ganivet de gran grandària), un rebenque o talero i pantalons amplis que no són els actuals de l'home de camp, que s'anomenen bombachas, sinó uns pantalons tipus pijama, anomenats calzoncillos, solts a baix, que sostinguts amb un cinturó amb una faixa de llana teixida i un ample cinturó de cuir adornat de vegades amb monedes (anomenat tirador o rastra -perquè recorda la rastra de l'arada), queden per sota del "chiripá", llenç lligat a la cintura com un bolquer, una de les funcions de la qual era protegir del fred (el fred va ser anomenat moltes vegades amb la paraula quechua del mateix significat: "chiri"). El ponxo, el chiripá i el mateix hàbit de prendre mate, van ser presos de l'"indi"; també d'ells va prendre el gautxo una de les seves més singulars armes: el llaç amb boles. El barret del gautxo era o bé el "xamberg" (barret alar), o bé el barret de panxa de ruc (una retallada circular de la panxa d'un ruc que es lligava a un pal i es deixava assecar adquirint llavors la forma apropiada).

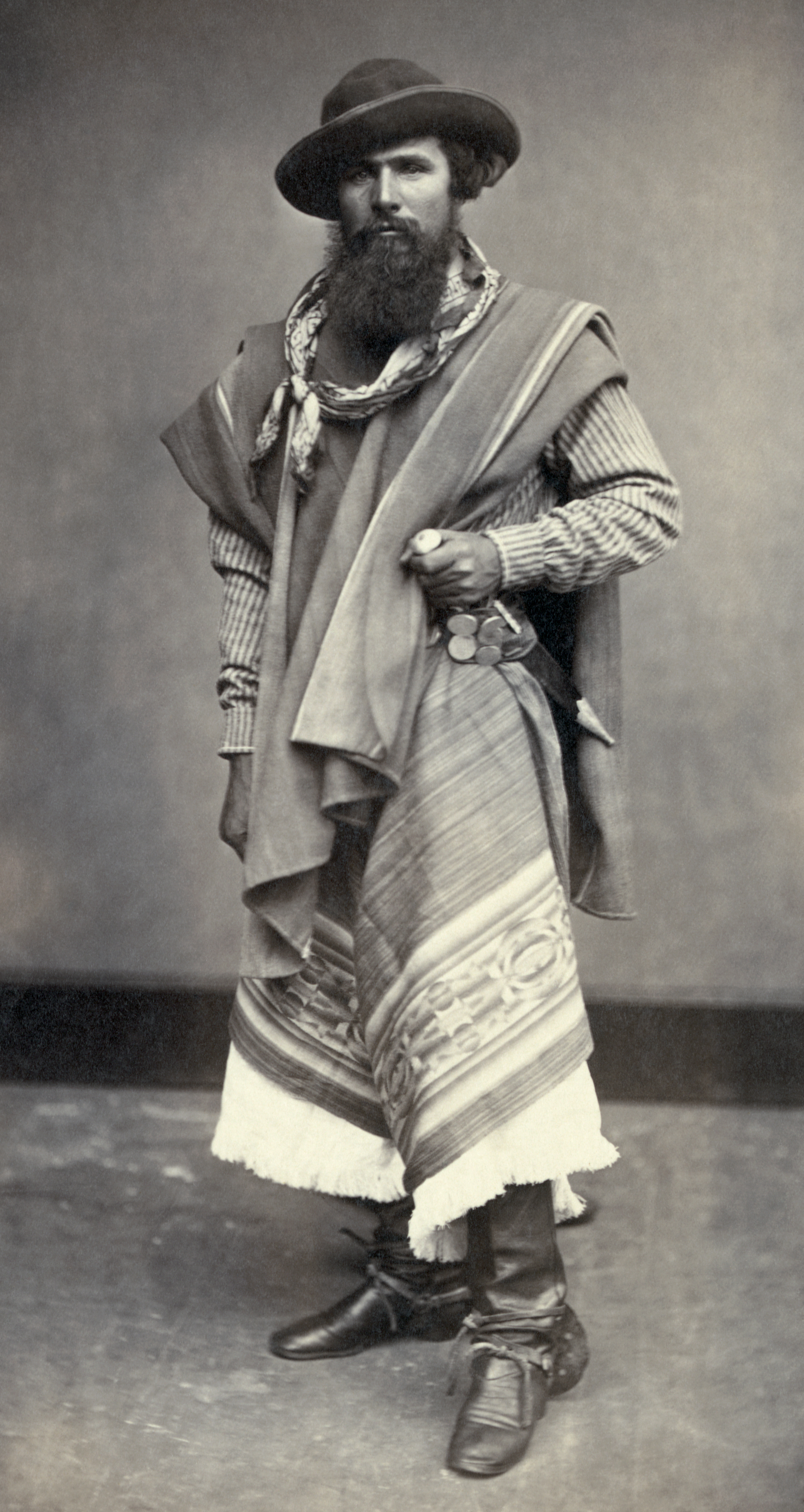
gautxo argentí (c. 1868).

La guitarra i el xamberg eren herència dels conqueridors espanyols. El gautxo solia muntar amb les anomenades "botes de poltre", que no tenien talons i eren obertes en les puntes, de manera que els dits dels peus quedaven descoberts. Un altre element típic de la indumentària del gautxo són els seus cinturons, els més conspicus són anomenats rastras i consisteixen en cinturons amples de cuir blanc granejat, treballat amb alum. Als segles xvii i XIX complementaven aquestes vestimentes cobrint-se l'entrecuix amb una llenç a manera de pantalons recollits en la cintura anomenat chiripá, pel que sembla originari del litoral argentí, que era sostingut amb la rastra que es prenia amb presillas diverses, de vegades de metall de plata. D'acord amb la seva condició econòmica o laboral, aquest adorn solia tenir característiques luxoses, fins i tot amb incrustacions de monedes o figures de plata i or. Es cobrien el tors amb el ponxo, peça originària del nord argentí, molt comú també en altres zones d'Amèrica, solien apreciar-se els ponxos de vicunya molt abrigats al mateix temps que lleugers, els "ponxos pampes" (teixits pels indígenes pampes, pràcticament impermeables a la pluja), els "ponxos calamacs" teixits principalment a Santiago del Estero, els vermells ponxos salteños, els ponchos marrons moltes vegades teixits amb pèl de panza de chulengo (cria de guanac) etc., al ponxo d'ús habitual i desgastat se l'anomenava a certes zones "ponxo soró". Les posteriors botes de cuir adobat i amb talons (botes fortes) era un bé relativament car, encara que la majoria dels gautxos estalviava diners per obtenir-les i lluir-les en les festivitats patronals, festes pàtries i en les danses. A la fi del segle xix les botes solien ser anomenades "botins patrios", ja que eren les mateixes que usaven els soldats. Les botes del gautxo argentí del nord solien i solen tenir plecs que recorden a una manxa, és a dir amb la cama de cuir "acordoneada", com a manera de defensa de la muntanya i de l'eventual mossegada de serps. Aquestes botes s'acompanyen amb esperons, destacant-se els grans esperons de plata anomenats "nazarenas" (anomenats així perquè els seus grans agullons recorden remotament a la corona d'espines amb la qual, segons els Evangelis, va ser torturat Jesús de Natzaret). Els adorns amb aplicacions de metall (virolas), freqüentment eren facturats amb monedes de plata (patacones i rastras). Els ponxos i nazarenas o lloronas (pel soroll que feien entre elles) solen ser fins al dia d'avui veritables obres d'art, encara que en el dia a dia el gautxo sol usar com acinturó una faixa de llana artísticament teixida.

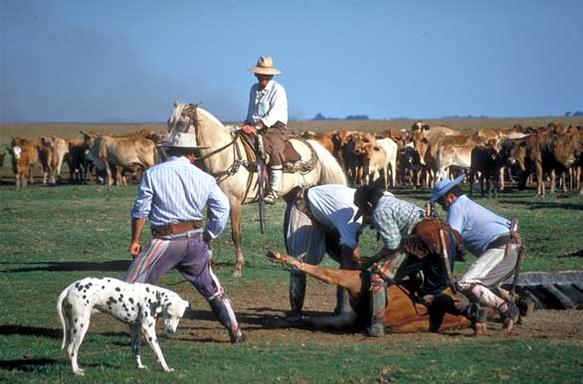
Treballadors de camp amb vestimenta gautxa durant l'erra a la província de Corrientes, Argentina.

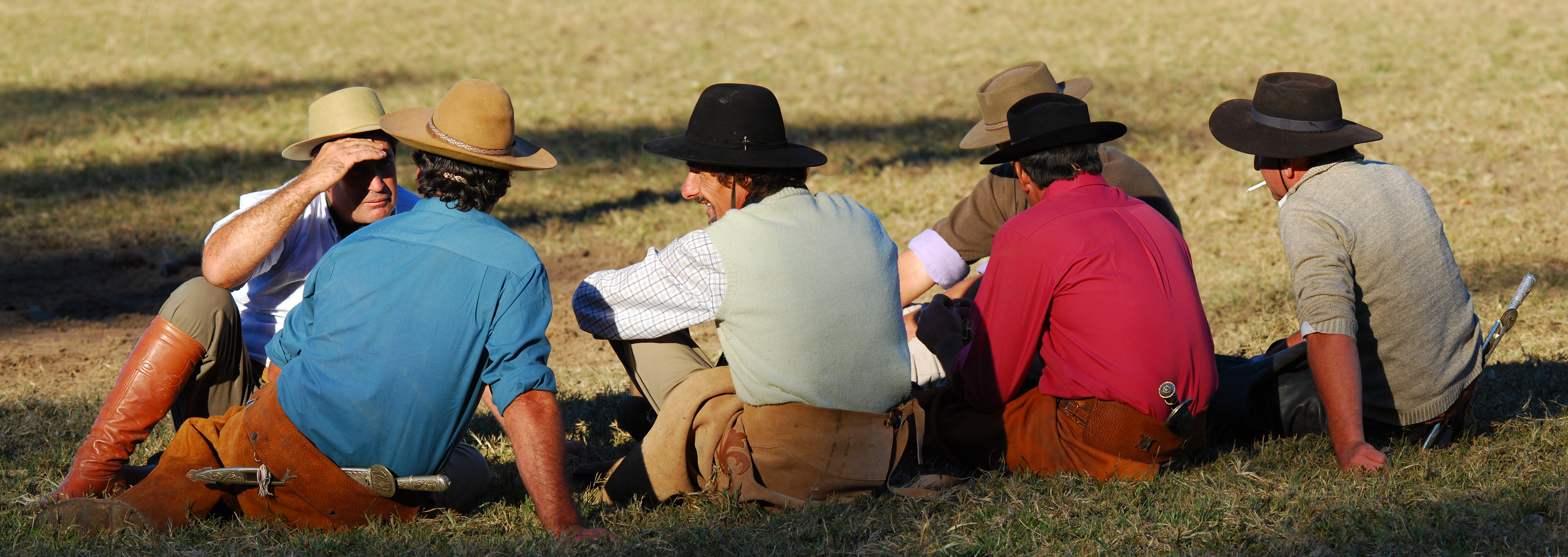
Vestimenta gautxa durant una festa, si s'àmplia la foto es poden veure detalladament els típics facones (foto presa a la Festa Criolla de la Rural del Prado, Montevideo, Uruguai).

Malgrat que existeix un estil de vestimenta gautxa que transcendeix al temps (ja que és roba de genet preparada per a tasques rurals), es pot dir que han existit modes durant els segles: fins a aproximadament els 1860 el gautxo usava gairebé sempre la bota de poltre, "calçotets" o lleons (espècie de pantalons que solien tenir brodats rústics anomenats crivados en la part del turmell), sobre els "calzoncillos" el chiripá, una camisa folgada, una pañoleta que a més del coll cobria també el cap i sobre la pañoleta un estret barret de cuir anomenat panza de ruc, en les parts septentrionals (NOA, NEA, Paraguai, Rio Grande do Sul va ser més comú l'ús de xambergs de grans "ales" per cobrir millor el cap davant el Sol), cap als mencionat anys 1860 es produeix un gran canvi: com a endarreriments de la Guerra de Crimea van arribar a l'àrea de Riu de la Plata gran quantitat de pantalons bombachos que havien estat teixits en gran quantitat a les fàbriques d'Europa per als regiments de zuavos (els zuavos anomenaven a aquests pantalons "seruel") que van participar en aquesta guerra, venuts a molt baix preu van passar a ser indumentària comuna dels gautxos (aquests pantalons malgrat la seva tela prima creen un bon aïllament tèrmic i es pleguen fàcilment quan es marxa per terrenys accidentats o coberts d'altes herbes), un tipus de pantalons bombacho de tela rústica pel seu color gris clapejat va passar a ser anomenat "bataraz". La forta immigració basca de la segona meitat del segle xix i primera meitat del segle xx va difondre l'ús de la boina i les espardenyes entre els gautxos (particularment a la zona de la Pampa Humida), al segle XX i a principis de segle XXI és freqüent l'ús d'un xamberg fosc d'ales mitjanes, semblant al barret dels huasos. Cal fer notar que la bombacha, els pantalons usats avui dia, és una peça introduïda després de la guerra de Crimea en la qual Anglaterra va fabricar centenars de milers d'aquestes peces per als turcs (és una peça turca, una babucha, precisament) i com que va quedar sobrant, va aprofitar de la seva influència econòmica en el Riu de la Plata per introduir-la-hi, substituint llavors al calzoncillo i al chiripá.
Entre els "avíos" o equips bàsics del gautxo han estat i estan les selles de muntar de diverses formes; aquestes selles són usades principalment en zones muntanyenques existint variacions regionals de les mateixes concorde al terreny i clima, en els sòls relativament plans les selles de muntar gautxas eren de arçons baixos; els arçons pràcticament van desaparèixer en els anys 1870 i va quedar exposat el parell de chorizos que units amb llotges de cuir s'ajusten al llom del cavall, també per a aquest llavors sorgeix l'encàrrec de bastos i bastos de sogas, a les zones planes com la pampeana són més freqüent els arreus que en lloc d'una cadira pròpiament dita consta de diversos cobertors plegats i sobreposats damunt del llom, de dalt cap avall, són: el cinchón o sobrecincha o pegual, el sobreposat, el cojinillo, la cingla ampla amb fogons i correus dels quals pengen els estreps llargs, els basts, grans caronts llisos, l'argot o matra, la dessuadora, quan el gautxo es posa a dormir de nit a la intempèrie parteix d'aquests cobertors li serveix de rústic matalasset i part d'acull. Els arreus, regnes, becaines i tiradors, amb què munta el seu cavall solen ser de cuir preferentment de yeguarizo trenat amb alguns adorns o parts necessàriament metàl·liques -com el fre per tascar al cavall- (en tant que sigui possible de plata), els estreps també varien encara que solen ser elaborats amb fustes dures llaurades: uns són circulars, uns altres recorden les puntes d'esclops, més modernament s'utilitzen estreps de metall.
Cal destacar que la forma de caminar a cavall típicament gautxa reuneix elements del muntar al genet procedents del nord d'Àfrica i muntar a la brida que té procedències centreasiàtiques i centreeuropees, el fre correspon a la manera brida, l'estrep llarg, el cavall és dirigit com en la manera genet amb ambdues regnes no obstant això com en la brida predomina la mà més baixa.
A les zones on abunden les plantes espinoses (per exemple zones del Chaco i del Nord-oest) els gautxos afegeixen a les cadires de muntar grans cuirs que els protegeixen les cames quan galopen, tals cuirs es diuen "guardamontes"; en zones humides on puguin aguaitar serps utilitzen unes espècies de polaines, o millor dit, gamberes de cuir gruixut que cobreixen gran part de les cames (això s'observa molt a la província de Corrientes i a Paraguai).
Encara que els gautxos solien i solen usar armes de foc (per exemple a inicis de segle xix els anomenats trabucs naranjerosanomenats així perquè la seva canella a la sortida s'obria en un embut del diàmetre d'una taronja mitjana) les seves armes preferides han estat les armes blanques, entre les quals es destaca el gran ganivet anomenat facón (en la Banda Oriental i a Rio Grande, zones molt militaritzades també es va fer bastant comuna el sabre), el facón no és només una arma sinó gairebé una eina que ajuda en diverses tasques, al facón es va sumar -encara amb més característiques d'eina de supervivència el verijero.

## Danses i músiques
Encara que per ventura sigui bastant accessòria en la vida del genuí gautxo, per als qui no són gautxos, l'exemple més difós del gautxo (almenys durant el segle XX i el que va del present segle XXI) és la música -i les danses que acompanyen a gran part de les músiques gautxes-; és a dir: per a molts no gautxes el gautxo gairebé es redueix a la imatge d'un genet del Con Sud i a les seves músiques i danses. Malambo, milongas, payadas, zambas, chacareras, vidalitas, chamamés, cuecas, chamarritas, etc.

## Gastronomia
Els menjars usuals dels gautxos de l'Argentina són les empanades, el locro, la humita, l'arrope, els pucheros i principalment el rostit (frase gautxa: "tot bestiola que camina va a parar al rostidor"), si bé els gautxos no mengen mai -si no és en cas d'extrema necessitat- carn de cavall, de gos o de gat domèstic.
Els gautxos acostumen a beure mate com a infusió no alcohòlica i com a begudes alcohòliques, en forma relativament moderada: vins, canya i més rarament ginebra. Avui dia se segueixen menjant i bevent aquests aliments propis d'aquesta època.

## Jocs i esports
Entre els jocs i esports gautxos es troben per exemple "la jineteada" que consisteix a aguantar sobre el llom del poltre durant un període de sis segons fins que sona la campana i surt a buscar-lo l'apadrinador.
Un altre esport també practicat és "el pato" en el qual juguen vuit genets que munten cavalls criolls i consisteix en la disputa d'una espècie de pilota amb sis nanses de cuir, que s'ha de llançar a través d'un cèrcol.
També es juga als ossets on s'enfronten dos jugadors. L'espai del joc, anomenat "queso", consisteix en un espai amb una línia transversal, on els jugadors es paren a sis metres aproximadament de cada costat. D'aquesta manera llancen la taba (os astràgal del boví, generalment als seus costats) i ha de passar la línia cap al costat contrari.
Els ossets poden caure en tres posicions: Si cau amb la part llisa cap amunt anomenada "suerte" el tir és guanyador, si cau la part buida cap amunt anomenada "culo" el tir és perdedor. La tercera forma en la qual pot caure és vertical que es diu "pinino" guanyadora i en les apostes val més.

## Literatura gautxa
La literatura gautxa és un gènere propi, utilitza el llenguatge del gautxo i acostuma a explicar la seva manera de viure. Es caracteritza principalment per tenir al gautxo com a personatge principal, i transcórrer les accions en espais oberts i no urbanitzats (com la pampa argentina). És important destacar que, més enllà que aquest gènere té com a eix principal al gautxo, generalment és usat per escriptors d'alt nivell socioeconòmic. Aquesta literatura presenta descripcions de la vida camperola i els seus costums, així com dels personatges socials d'aquest llavors: indis, mestissos, negres i "gringos" (gringo significa en la parla criolla gautxa a l'europeu o eurodescendent que no és del Con Sud ni espanyol), entre d'altres. Acostuma a haver-hi una exaltació del folklore i la cultura en general, i s'empra com a protesta i per realitzar una crítica social. En la forma i el llenguatge, es distingeix per l'ocupació abundant de metàfores, comparacions, neologismes, arcaismes (per ex. viola, vigüela -en els dos casos precedents per al·ludir a la guitarra-, dende etc.) i termes aborígens. També acostuma a haver-hi poc ús de sinònims, i predomina el monòleg sobre el diàleg.
La literatura gautxa com tal s'inicia definidamente al segle xix amb autors com Bartolomé Hidalgo, Hilario Ascasubi, Estanislao del Camp i el descollante José Hernández. Aquests autors per escriure les seves obres literàries freqüentment van recórrer (tal qual ho ha fet notar el docte tucumano Ricardo Rojas) a una mètrica típicament gautxa; la dels versos en octosíl·labs. Aquesta és la mètrica del payador que resulta perfecta per transmetre les més profundes emocions improvisant, aquesta és llavors la mètrica del Martín Fierro qualificat com «La Bíblia gautxa» pel cordovès Leopoldo Lugones mentre que el porteño amb mare orientala Jorge Luis Borges ha considerat que el Martín Fierro és el llibre més perdurable dels argentins. Per la seva banda l'antropòleg Rodolfo Kusch analitza a la típica obra literària gautxa com és el cas del Martín Fierro i nota que és una apel·lació numénica a la naturalesa i a la memòria per persistir dignament en el temps, en la història.
Quant al porteño citadino Estanislao del Camp qui fent-se el gautxo va arribar a usar com a pseudònim el de "Anastasio el Pollastre", la seva obra més important, encara que no manca de mèrits, és una vista porteña burgesa amb pretensions de "sàtira" en la qual s'intenta ridiculitzar als gautxos; tal obra es titula Fausto, Impressions del gautxo Anastasio el Pollastre en la representació de l'Òpera (més comunament la hi coneix com "El Fausto d'Estanislao del Camp").

## Arts plàstiques i música culta
En arts plàstiques, especialment en la pintura costumista, es destaquen autors que retraten la vida gautxa, entre ells l'oriental Pedro Figari i l'argentí Florencio Molina Campos; entre els molts compositors de música culta que s'han aproximat a la gautxa cal esmentar a Gilardo Gilardi (per exemple en la seva opus humorada simfònica per ell titulada «El gautxo con botas nuevas» que malgrat el seu títol és una obra més propera al Grupo Renovación que al seu precedent nacionalista musical argentí).

## Teatre
A la fi del segle xix i a començament de segle XX el gautxo va prendre notòria rellevància en el teatre de públic popular a Argentina, Uruguai i la Regió Sud. A la fi de segle xix (i això fins a gairebé 1950) es va fer popular el teatre rural basat en temes de la literatura gautxa, concatenat a això també es van fer populars els sainets, en els quals va ser pioner el músic, cantor i actor espanyol-argentí Santiago Ramos amb la seva obra “El gautxo de Buenos Aires” (1857). Entre altres escriptors que van dedicar part de la seva obra a la dramatúrgia es troben els que van dedicar obres teatrals al real però gairebé mític gautxo de Buenos Aires Juan Moreira, o al gautxo de San Nicolás de los Arroyos sobrenomenat maliciosament Hormiga Negra; moltes de les obres teatrals gautxes eren representades itineràriament de poble en poble per gran part de les també grans extensions del Con Sud o pels representants del Circ crioll (en aquesta època i a la regió la paraula circ no només es referia a les representacions de diversió humorística sinó que incloïen representacions serioses i fins i tot tràgiques d'històries gautxes. En això s'inclou al "circ crioll" dels germans Podestá).

## Cinema
Entre les primeres pel·lícules filmades a l'Argentina es troba una filmada el 1915 que presenta les vicissituds i els valors de la gent gautxa d'aquest temps, es tracta de Nobleza gautxa; de 1923 és El último centauro que narra la història de Juan Moreira. Anys després, el 1937, es va filmar també a Argentina unanova versió de Nobleza gautxa. En aquest mateix temps però als Estats Units Rodolfo Valentino interpretava alguns personatges gautxos (que per ser a films a l'estil Hollywood apareixien amb curioses robes, per exemple barrets alars amb borles típics del ball flamenc andalús).
També per a aquestes èpoques Carlos Gardel protagonitzava pel·lícules en les quals interpretava a gautxos cantors.
El 1942 es reprèn la sèrie de filmografia amb temàtica gautxa precisament en estrenar-se La guerra gautxa basada en un llibre de Leopoldo Lugones i dirigida per Lucas Demare, el 1945 destaca Pampa bárbara basada en l'obra escrita per Homer Manzi i Ulyses Petit de Murat. També el 1942 es va estrenar ¡gautxo!, una pel·lícula en blanc i negre, dirigida per Leopoldo Torres Ríos segons el seu propi guió basat en el sainet homònim de Claudio Martínez Payva.
Una pel·lícula estatunidenca que assenyala l'interès que podia despertar en un públic habituat a la indústria del cinema de Hollywood és Martín el gautxo de l'any 1952 protagonitzada per Gene Tierney i Rory Calhoun i plena d'estereotips.
El 1963, a partir de les historietes de Walter Ciocca es filma Lindor Covas el cimarrón dirigida per Carlos Cores seguint l'argument del mateix Ciocca. El 1966 es va filmar una nova versió de Pampa bárbara amb el nom de Pampa salvaje.
Altres pel·lícules a destacar (encara que cap d'elles, malgrat les bones intencions i malgrat basar-se en llibres cabdals de la cultura gauxa, arriba a plasmar netament el genuí caràcter gautxo) són Martín Fierro de 1968 i la Don Segundo Sombra de 1969, potser el lleu defecte d'aquestes pel·lícules és que estan realitzades i interpretades amb una mirada evidentment urbana de Buenos Aires del gautxo (per exemple amb una lleu però certa fotografia de postal que crea una no buscada otstranenie o estranyament -de cap manera amb el brechtià efecte de distanciament-, ja que els autors d'aquestes pel·lícules buscaven tot el contrari a un estranyament i menys encara un distanciament sinó que intentaven la identificació del públic urbà en la diègesi però, aquest parell de pel·lícules no aconseguia una identificació amb el públic massiu de les ciutats argentines -ja en aquest moment més afecte a les begudes cola o al whisky que al mate- malgrat que aquestes dues pel·lícules buscaven representar el gautxo en si mateix o en la seva essència).
El 1973 es va destacar el film Juan Moreira sota la direcció de Leonardo Favio.
En la primera dècada del segle XXI es destaca la pel·lícula de dibuixos animats basada en l'obra de José Hernández retratada per Roberto Fontanarrosa: Martín Fierro: la película (2007), ja en finalitzar la primera dècada del segle XXI i basada en una novel·la d'Antonio Di Benedetto es destaca Aballay (2010).